# 항공교통관제근무사령부
항공교통근무사령부(Air Traffic Services Command (ATSCOM))은 미국 육군 전력사령부 산하의 포트 루커에 본부를 둔 미국 육군의 군사 항공 교통 관제 기능 사령부이다. 산하 부대로 제164전구비행장작전단를 두고 있다.

## 역사
1956년에 대륙육군사령부에서 항공교통관제조직의 컨셉을 설계하고 조직하여 편성된 육군항공작전분견대에 기원을 두고 있다. 베트남 전쟁에서 항공관제사에 의한 소규모 근접항공지원을 실시되었다.
1986년, 새로 설립된 항공분과로 옮겨졌고, 함께 애리조나주 포트 후아추카에서 앨라배마주 포트 러커로 건너갔다. 1995년에 별도로 사령부를 설치할 계획을 세웠다.
2003년, 항공관제근무사령부가 설립되었다.

## 본부 구조
- S-1 인사
- S-2/S-3 보안/작전
- S-2 Security Division
  - 훈련 Division
    - 훈련 & 즉응 Oversight (TRO)
    - ATS 중대  CTE
    - AOB CTE

  - 전술 체계 Division
    - Web 6R

  - 미래 Division
    - ATC Technical Bulletins
    - 평시 비행장 관리 Airfield Management
    - OIL Reports
    - ATS Readiness 포럼

  - 고정기지체계s Division
    - 교신
    - 감시
    - 정밀
    - 비정밀
    - 자동화
    - Roadmap

  - Quality Assurance Division
    - Services
    - 감사 Trends
    - SDAP Letter of Instruction
    - Flight Inspection Request
- S-4 군수
  - 보급 Readiness Division
  - 물자 Readiness Division
  - 지역정비시설(AMF)

## 계보
- 1956년, Army Aviation Operation Detachment→육군항공작전분견대
- 2003년, Air Traffic Services Command (ATSCOM)→항공교통근무사령부